# 오버도르프 (니트발덴주)
오버도르프(독일어: Oberdorf)는 스위스 니트발덴주에 위치한 도시로 면적은 16.25km2, 높이는 455m, 인구는 3,100명(2016년 3월 기준), 인구 밀도는 190명/km2이다.
빌, 에너베르크, 발터스베르크, 뷔렌, 니더뤼켄바흐 마을로 구성되어 있다.
베네딕토회의 마리아 리켄바흐 수녀원 니더리켄바흐의 작은 마을 옆에 있는 시정촌 내에 있다. 수녀원은 해발 1,150m에 있으며 케이블카로 갈 수 있다.

## 역사
오버도르프는 1199년에 Obirndorf로 처음 언급되었다. 1275년에는 Oberndorf로 언급되었다.

## 지리
오버도르프의 면적은 2006년 기준으로 16.2k㎡이다. 이 지역의 53%는 농업용으로 사용되며 38.3%는 산림이다. 나머지 토지 중 6.7%는 정착지(건물 또는 도로)이고 나머지(1.9%)는 비생산적(강, 빙하 또는 산)이다.
지자체는 슈탄스 지자체 근처 및 위에 있다. 이 자치체는 빌(Wil), 에너베르크(Ennerberg) 및 발터스베르크(Waltersberg)를 포함하는 슈탄스(소위 윗 마을 또는 독일어 Obere Dorf) 위에 위치한 마을과 작은 마을로 구성된다. 또한 뷔렌(nid dem Bach)과 니더리켄바흐의 작은 마을이 시정촌에 포함된다.

## 인구통계
2020년 12월 31일 기준, 오버도르프의 인구는 3,080명이다. 2007년 기준으로 전체 인구의 5.6%가 외국인이다. 지난 10년 동안 인구는 7.6%의 비율로 증가했다. 대부분의 인구(2000년 기준)는 독일어(95.2%)를 사용하며 알바니아어가 두 번째(0.8%)이고 영어가 세 번째(0.7%)이다. 2008년 현재 인구의 성별 분포는 남성 50.3%, 여성 49.7%이다.
2000년 기준 1,054가구 중 587가구(약 55.7%)가 1~2인 가구이다. 151명(약 14.3%)은 5인 이상의 대가족이다.
2007년 연방 선거에서 가장 인기 있는 정당은 90.8%의 득표율을 기록한 FDP였다. 나머지 득표의 대부분은 소수의 우익 정당(8.6%)에게 돌아갔다.
오버도르프에서 인구의 약 70.6%(25-64세 사이)가 비필수 고등교육 또는 추가 고등교육(대학 또는 응용학문대학)을 완료했다.
오버도르프의 실업률은 1.09%이다. 2005년 기준으로 1차 경제 부문에 214명이 고용되어 있으며, 이 부문에 약 77개 기업이 참여하고 있다. 530명이 2차 부문에 고용되어 있고, 이 부문에 35개의 기업이 있다. 252명이 3차 부문에 고용되어 있으며, 이 부문에는 40개의 기업이 있다.

역사적 인구는 다음 표에 나와 있다.:
| 연도 | 인구  |
| ---- | ----- |
| 1850 | 971   |
| 1900 | 1,117 |
| 1950 | 1,455 |
| 1960 | 1,501 |
| 1970 | 1,783 |
| 1980 | 2,272 |
| 1990 | 2,663 |
| 2000 | 2,992 |
| 2005 | 2,961 |

## 볼거리
오버도르프의 주요 광경은 순례 예배당 니더리켄바흐이다.

## 교통
오버도르프 시정촌은 슈탄슈타트 (기차역) - 슈탄스 (기차역) - 뷔렌 (교회 광장)이라는 포스트버스 노선을 통해 대중 교통망에 연결되어 있다. 이 버스 노선은 2002년에 폐지된 첸트랄반의 오버도르프와 뷔렌 정류장을 대체한다. 또한, A2 고속도로는 몇 분 안에 도달할 수 있다.

## 갤러리

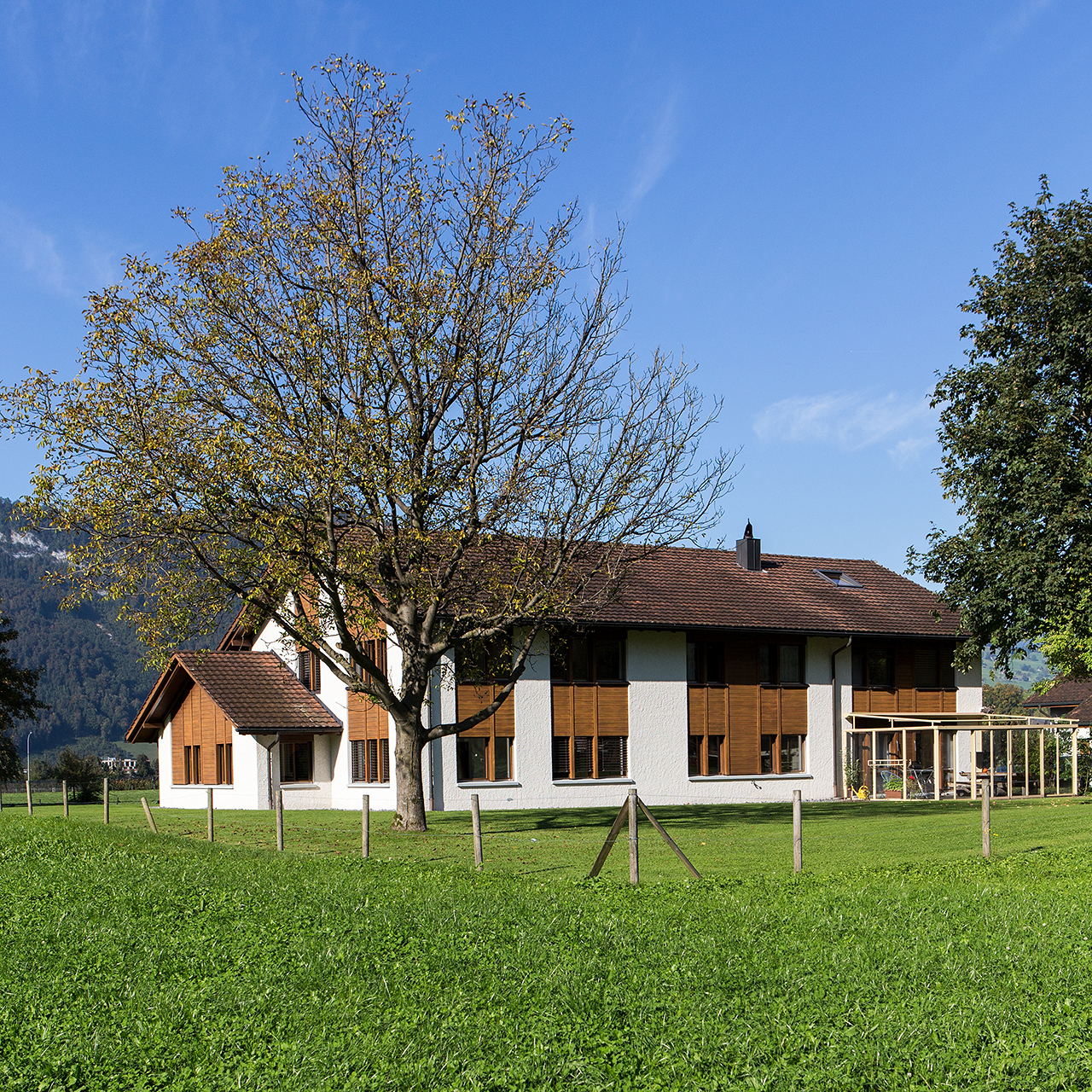
행정청
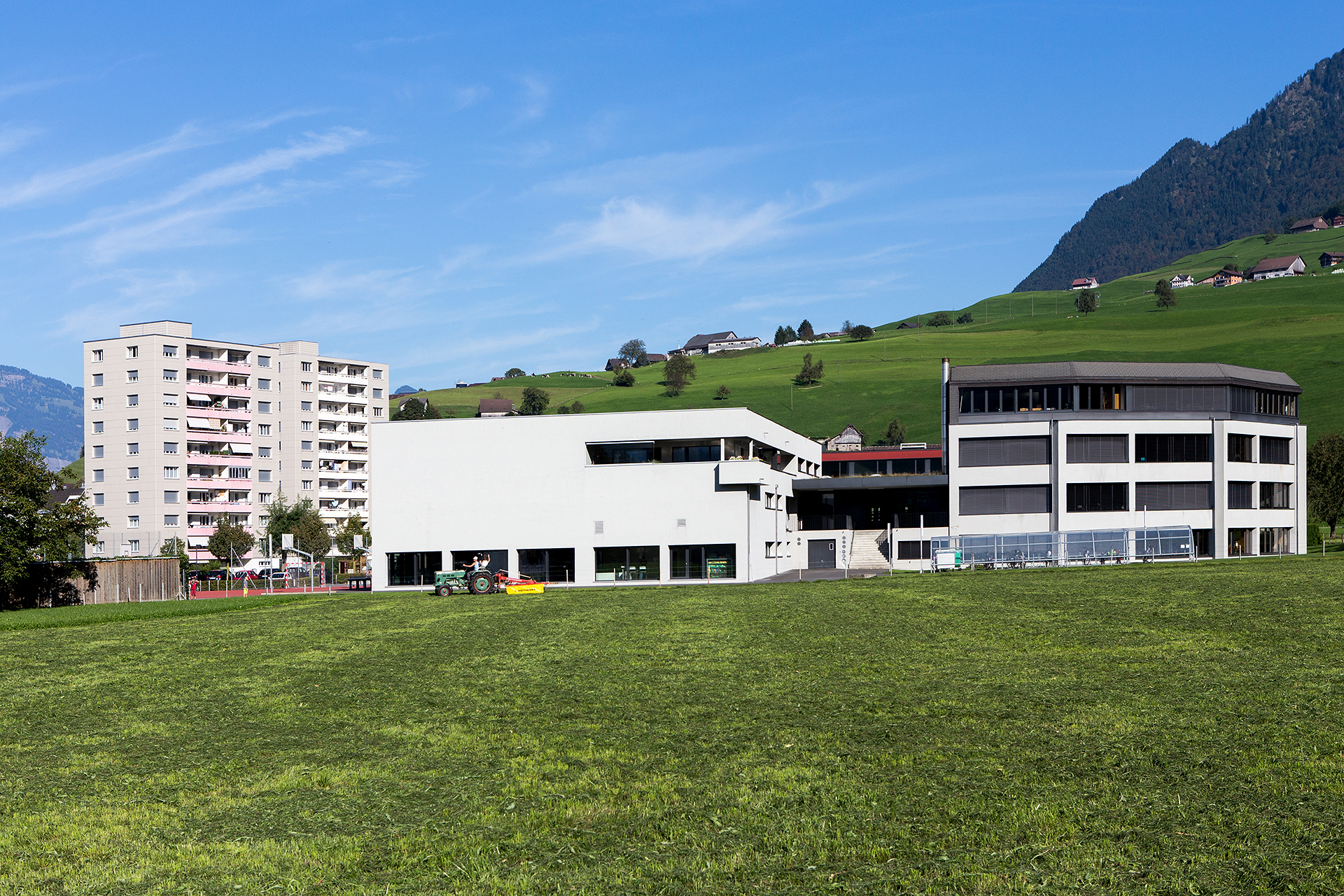
오버도르프의 학교
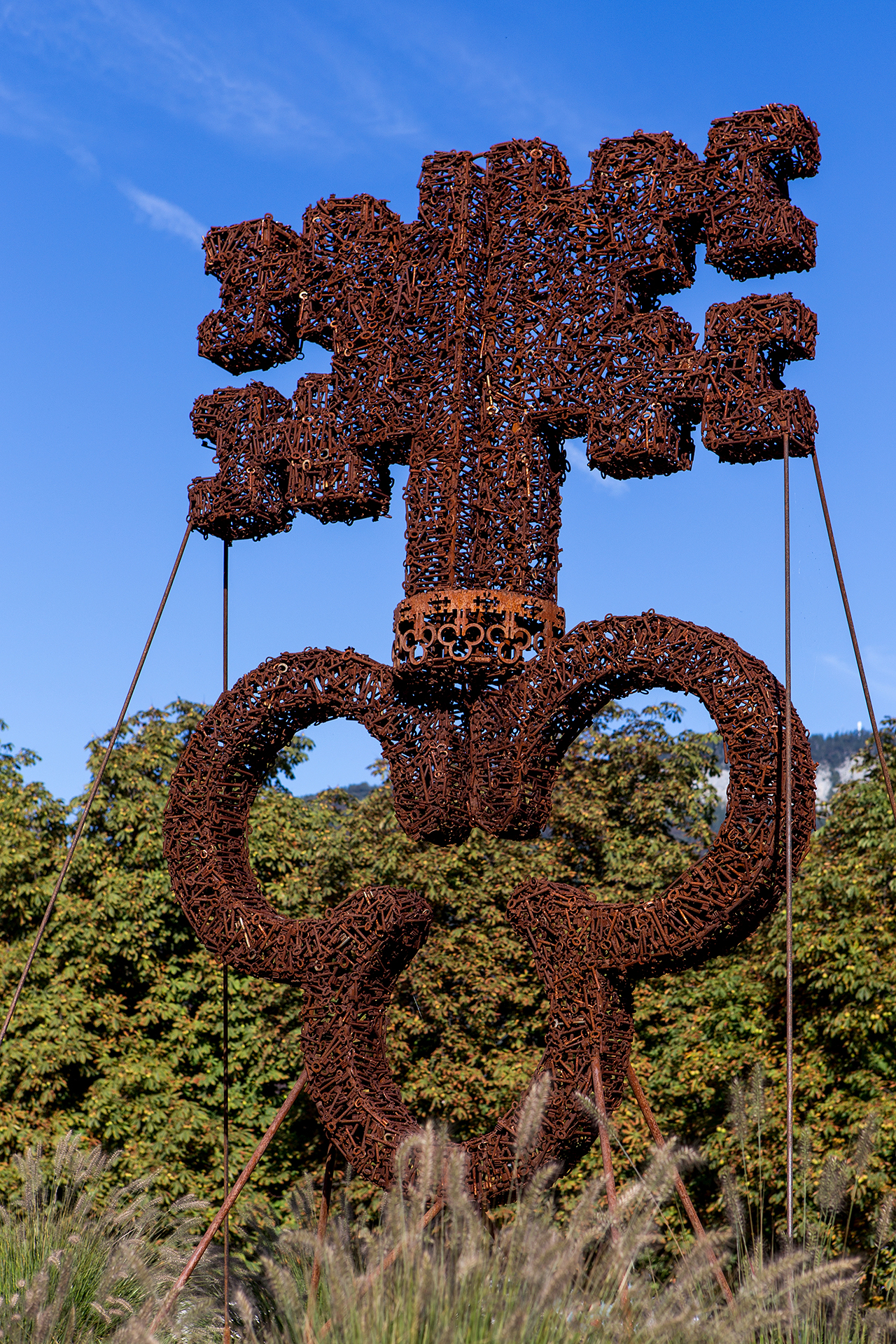
빌에 있는 탑 조각물
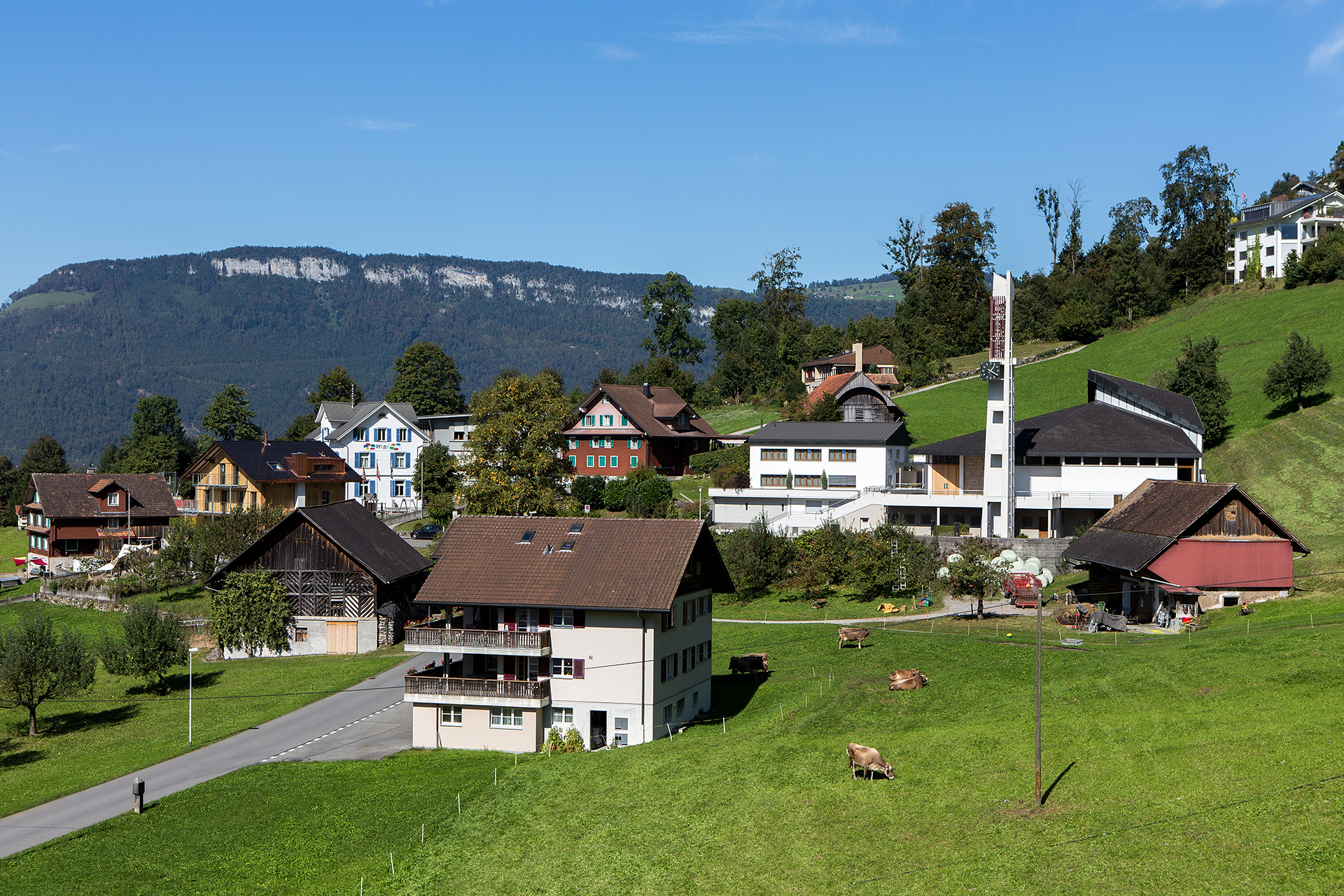
Ortsteil 뷔렌
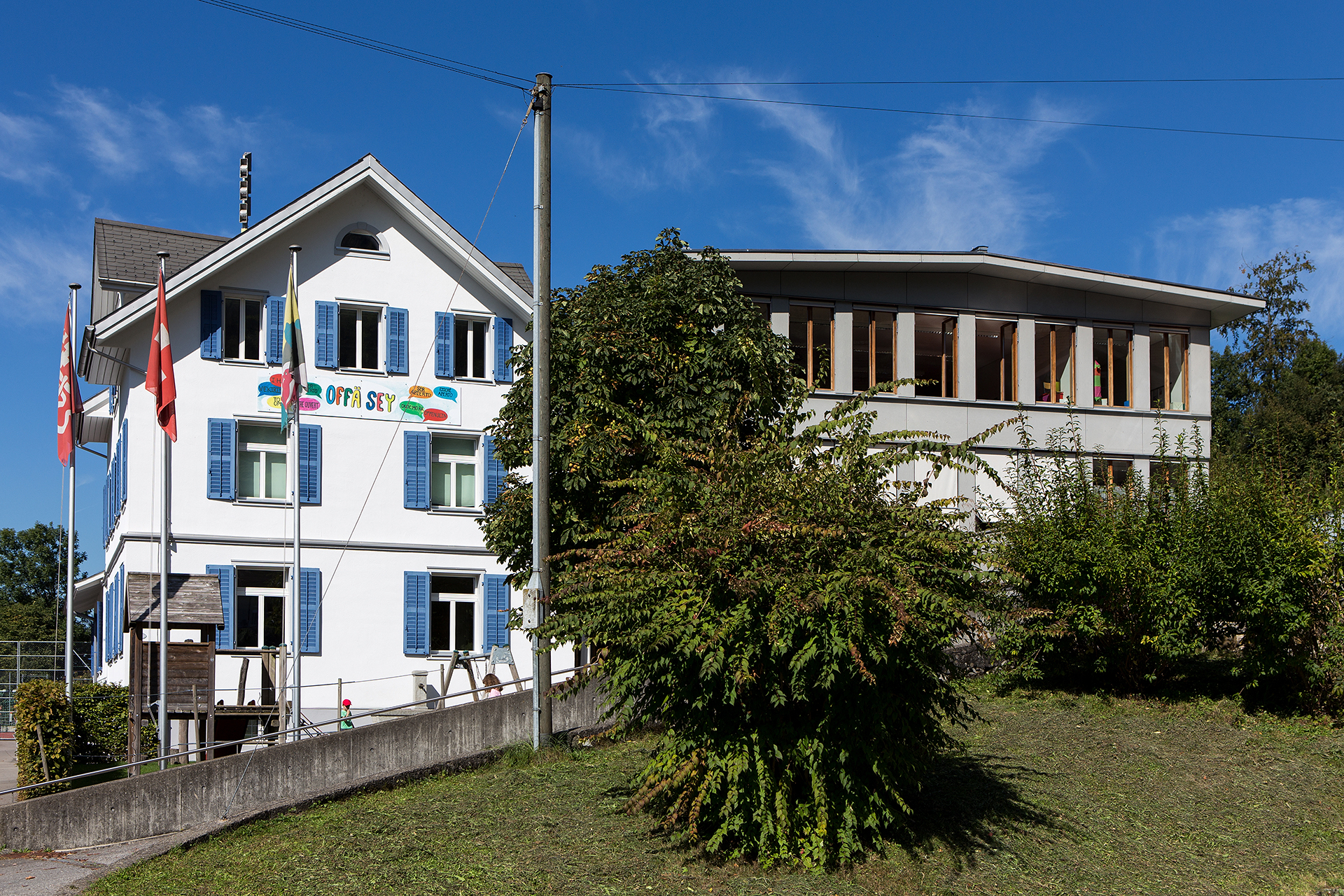
뷔렌의 학교
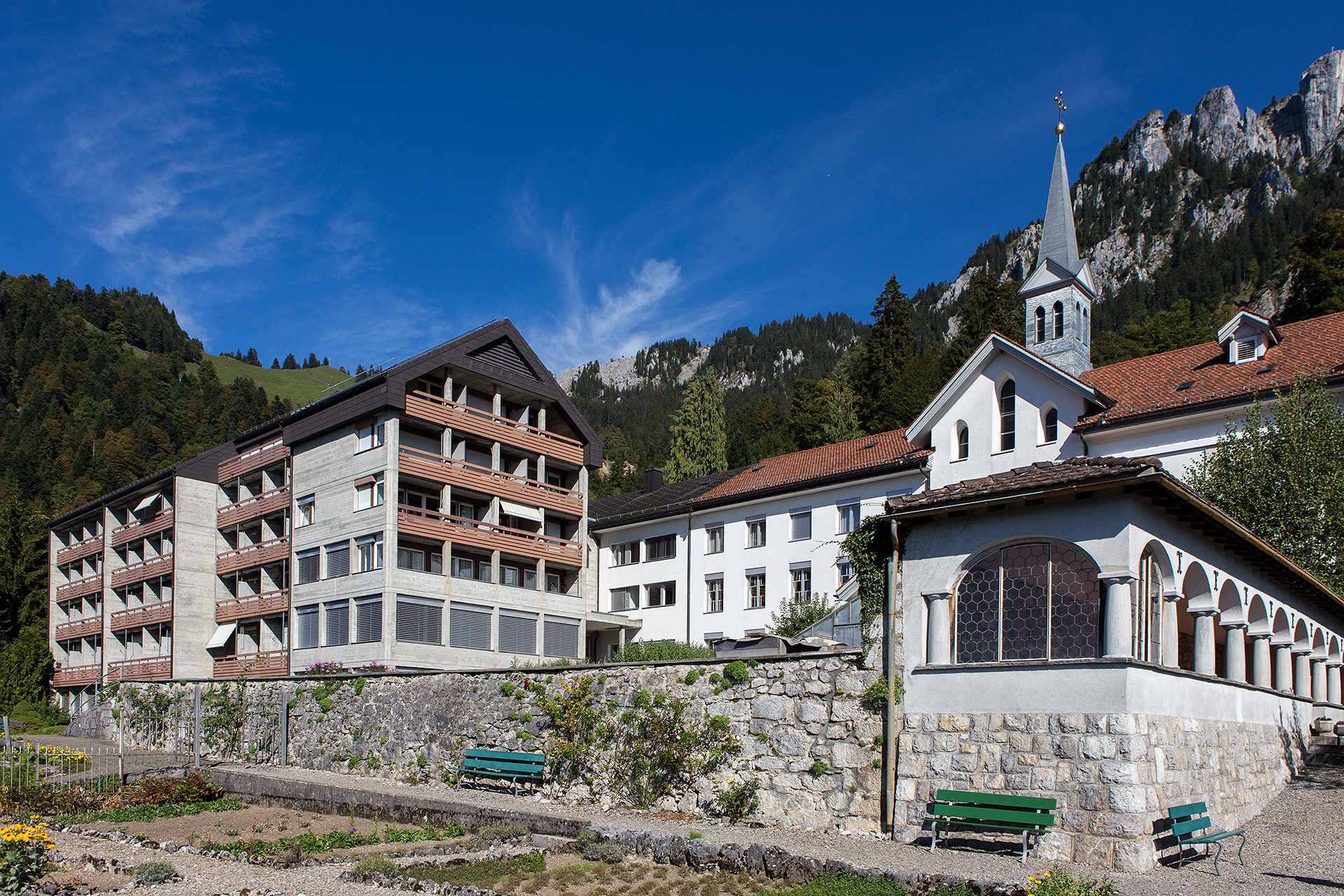
마리아 리켄바흐 수도원
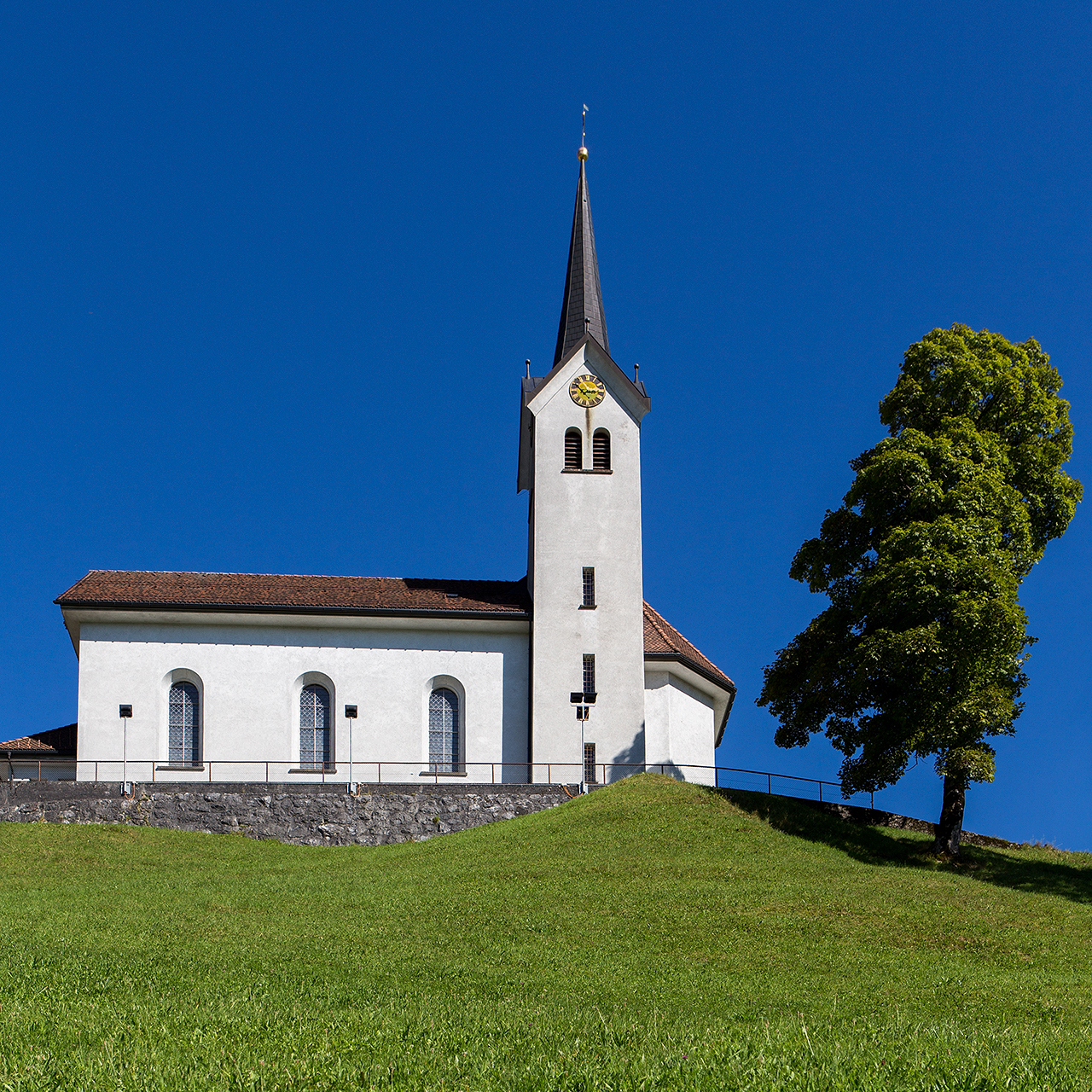
마리아 리켄바흐 교회